# Fool in the Rain
«Fool in the Rain» (Tonto en la Lluvia) es una canción de la banda británica de rock Led Zeppelin, de su álbum de 1979 In Through The Out Door. Fue lanzada como sencillo en los Estados Unidos junto a «Hot Dog».

## Información general
La canción presenta influencias sudamericanas, con un ritmo similar al "Purdie Shuffle" de Bernand Purdie y una línea de bajo que recuerda a "Hot fun in the summertime" de Sly Stone; el baterista John Bonham hace unas variaciones de tipo Samba que se grabaron por separado. Esto se le ocurrió al bajista John Paul Jones y al cantante Robert Plant al ver la Copa Mundial de Fútbol de 1978 en Argentina.
El guitarrista Jimmy Page utiliza un pedal de efectos "MXR Blue Box" durante el solo de producir el sonido de octava.

## Letra
La letra trata sobre un hombre que debe encontrar a una mujer en una determinada esquina. Al ver que ella no llega, él se llena de dolor. En el último verso se da cuenta de que es la esquina equivocada y queda como ""sólo un tonto esperando en el bloque incorrecto", según canta Plant

## Presentación
La canción nunca fue tocada en vivo, puesto que Jones tenía que tocar el piano, pero si tocaba el piano, no habría quien tocara el bajo. También en la canción se nota una parte con una guitarra de 12 cuerdas durante el solo, pero el solo es tocado con la guitarra eléctrica de Page (Octavada por medio de un pedal).
Sin embargo, el 5 de octubre del 2005, el cantante Robert Plant tocó la canción con el grupo de grunge Pearl Jam en un show a beneficio de las víctimas del Huracán Katrina
- Datos: Q3289957